# Dachsen
Dachsen är en ort och kommun i distriktet Andelfingen i kantonen Zürich, Schweiz. Kommunen har 1 971 invånare (2023).
Dachsen ligger vid Rhen och gränsar mot Tyskland.